# Attilio Corrubia
Attilio Corrubia (Avellino, 30 dicembre 1926 – Epidauro, 23 gennaio 1944) è stato un militare e partigiano italiano.
Tenente del Corpo della Regia Guardia di Finanza, insignito di Medaglia d'oro al valor militare alla memoria durante il corso della seconda guerra mondiale.

## Biografia
Nacque ad Avellino il 30 gennaio 1918, figlio di Giovanni, e di Margherita Ginnasi. Dopo aver interrotto gli studi di giurisprudenza all'università di Bari nell'ottobre del 1939, venne ammesso a frequentare il Corso Allievi Ufficiali presso l'Accademia della Guardia di Finanza. Brevettatosi nel settembre 1941 con il grado di sottotenente, fu inviato prestare servizio presso il V Battaglione G. di F. mobilitato di stanza nel Peloponneso, Grecia. Il 1º settembre 1943 fu promosso al grado di tenente, ma pochi giorni dopo, l'8 settembre, all'atto della proclamazione dell'armistizio con gli anglo-americani, la reazione tedesca portò al disarmo di gran parte dei reparti dell'11ª Armata del generale Carlo Vecchiarelli. Entrato subito nel movimento di resistenza, si unì ai partigiani greci che combattevano contro i tedeschi. Impiegato, con altri militari italiani, nel Battaglione partigiano greco "Elio", operante nella zona di Kalavryta, sul finire del mese di dicembre l'unità si spostò nella zona di Arafarà – Abele. 
Il 19 gennaio 1944 fu catturato dai tedeschi, e dopo quattro giorni di duri interrogatori, durante i quali si rifiutò di fornire notizie utili per la cattura degli altri partigiani del battaglione, venne impiccato sulla piazza di Epidauro insieme ad altri quattro partigiani greci. Per onorarne la memoria venne decretata la concessione della Medaglia d'oro al valor militare, massima onorificenza italiana.
La caserma del Comando Compagnia Guardia di finanza di Lauria porta il suo nome, ed inoltre gli sono state intitolate vie a Barile, Bari, e Fiumicino. La prima unita da pattugliamento marittimo della Classe Corrubia della Guardia di Finanza, il G.90, è a lui intitolata.

### Annotazioni
1. ↑  Si è a lungo ritenuto che Attilio fosse nato a Barile (provincia di Potenza), ma è stato appurato che è nato ad Avellino a seguito di approfondimenti condotti durante la stesura del libro di Gerardo Severino citato in bibliografia.
2. ↑  Giovanni Carrubia, di Barile, svolgeva la professione di geometra presso l’Ufficio del Catasto di Avellino.

### Fonti
1. ↑  Comando Generale Guardia di Finanza –Albo d’ORO /Ufficio Storico – nota n. 122700/392 del 16/04/2004.